# Fuszeki

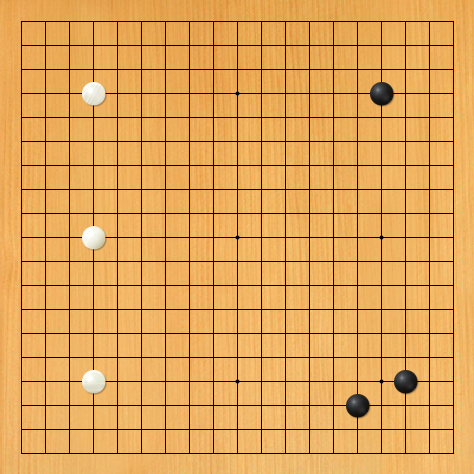
A fuszeki egy példája

A fuszeki (kínai írásjegyekkel: 布石 vagy 布局) egy gomeccsnek a teljes nyitánya.

## Jellegzetesség

### Kevésbé rendszerezett
Mivel a lépések többsége elkülönül és nem kíván válaszlépést (pl. nem szente), ezért a teljes játéktéren lejátszódó sablonok elemzésére sokkal kisebb figyelem irányul. Nem úgy, mint a dzsoszekire, amelyek azonnali választ sürgető, feszültségképző lépések. Ezért egy gomérkőzés során nagy az esélye egy még nem létező lépéskombinációnak.

### Ismert nevek
A felismert vagy névvel ellátott fuszekik száma elenyésző. Ezek közé tartozik a Két csillag fuszeki (nirenszei fuszeki), a Három csillag fuszeki (szanrenszei fuszeki), a Kínai fuszeki, a Kobajasi fuszeki és a suszaku fuszeki. Ezek a Fekete olyan befolyásos lépései, amelyek a tábla egyik oldalán fejtik ki hatásukat.

## Fuszekitípusok

### Területorientált
Mivel a tábla meglehetősen nagy kiterjedésű (19×19-es a hivatalos méret), az általános gondolkodásmód arra ösztökél, hogy előbb a sarkokat hódítsuk meg a megfelelő dzsoszekivel. A terjeszkedést a szélek közepével folytatjuk, és mivel az előbbi kettő területen könnyebb pontokat szerezni, ezért a tábla közepén próbálkozunk utoljára. A klasszikus nézet szerint a 3-3, 3-4 vagy 4-3 pontok kiválóak a sarkok gyors és hatékony elkerítésére, ezért általában ezek a nyitólépések. A magasabb lépések veszélyesek, támadhatóbbak, és mint ilyenek kerülendőek. Ez a nézet elég magától értetődő (területszerzés a sarkokban). Ez a stílus a kezdők számára is könnyen érthető, elsajátítható.

### Befolyásszerző megközelítés
Ez a felfogás a pálya közepére összpontosít. Az az alapja a gondolatmenetnek, hogy nem lehet leszűkíteni a játékstílusunkat a gyors területszerzésre, mert míg nehezebb a center meghódítása, mégis ott van a legtöbb szerezhető pont. A stílus célja olyan állások létrehozása, amelyek a tábla közepe felé közvetítik a befolyásukat. Magasabb pontok, mint a 4-4, 4-5 és 5-4 megjátszását favorizálja. Néhányan a mérkőzést a szélekkel kezdik, hogy onnan építsék fel a kívánt irányú erőt. Mások rögtön megpróbálják körbeépíteni a harctér közepét. Ezt a stílust a kezdők nehezen fogják átlátni.

## Történet

### A 20. század előtt
A fuszeki fejlődése elég szegényes volt 1900 környékéig, mert mindenki a sarkokra és elkerítésre törekedett. Profi játékosok a ma ismertekből nagyon csekély formációt alkalmaztak a nyitány során. Variációk pedig lennének bőven, és a leközölt magas szintű meccsek száma nem túl nagy (pár ezer évente).

### A 20. század első fele
A fuszeki nem ért el nagy fejlődést, míg a huszadik században ki nem fejlődött a befolyásszerző megközelítés. Az egyik kitüntetett úttörője ennek Go Szeigen (Wu Qingyuan), óriási meghökkenést váltott ki, mikor harmadik lépéseként a tábla középpontját játszotta meg (tengen) az akkori[pontosabban?] legjobb professzionális go-játékos Honinbo Suszai ellen. Nem a legbölcsebb lépés a klasszikus felfogás szerint, sőt sértőnek, lenézőnek számított egy magas rangú játékos ellen. Go Szeigen elvesztette ezt a 4 hónapon át húzódó vitás meccset (egyes pletykák szerint Honinbo tanítványának köze volt mestere győzelméhez), de sikerrel bizonyította játékstílusa erejét több magas szintű ellenféllel szemben.

### A 20. század második fele
Ez az új befolyásra építő elképzelés lendületet adott a kísérletezéseknek, és így születtek meg a már korábban említett Két csillag (nirenszei), Három csillag (szanrenszei) és még megannyi fuszeki. Több hasonló sémát próbáltak ki, teszteltek modern játékokban.
A Kínai fuszeki – amelynek bonyolult a története, de minden bizonnyal a kínaiak fejlesztettek ki – 1970-től egészen közkedvelt volt és gós szabványok szempontjából részletesen tanulmányozottá vált.
1990 óta elsősorban koreai profik fuszekitalálmányai divatszerűen váltogatták egymást, amelyeket kőkemény meccseken keresztül fedeztek fel, elemeztek és finomítottak. Ez a fajta fejlődés meglehetősen újszerű a go világában, nem követi a hagyományokat.

## Fordítás
- Ez a szócikk részben vagy egészben  a   Fuseki című angol Wikipédia-szócikk ezen változatának fordításán alapul.  Az eredeti cikk szerkesztőit annak laptörténete sorolja fel. Ez a jelzés csupán a megfogalmazás eredetét és a szerzői jogokat jelzi, nem szolgál a cikkben szereplő információk forrásmegjelöléseként.

## További információ
- A Magyar Gószövetség honlapja